# Éloyes
Éloyes é uma comuna francesa na região administrativa do Grande Leste, no departamento de Vosges. Estende-se por uma área de 12.51 km². Em 2010 a comuna tinha 3 197 habitantes (densidade: 255,6 hab./km²).